# Lili Elbe

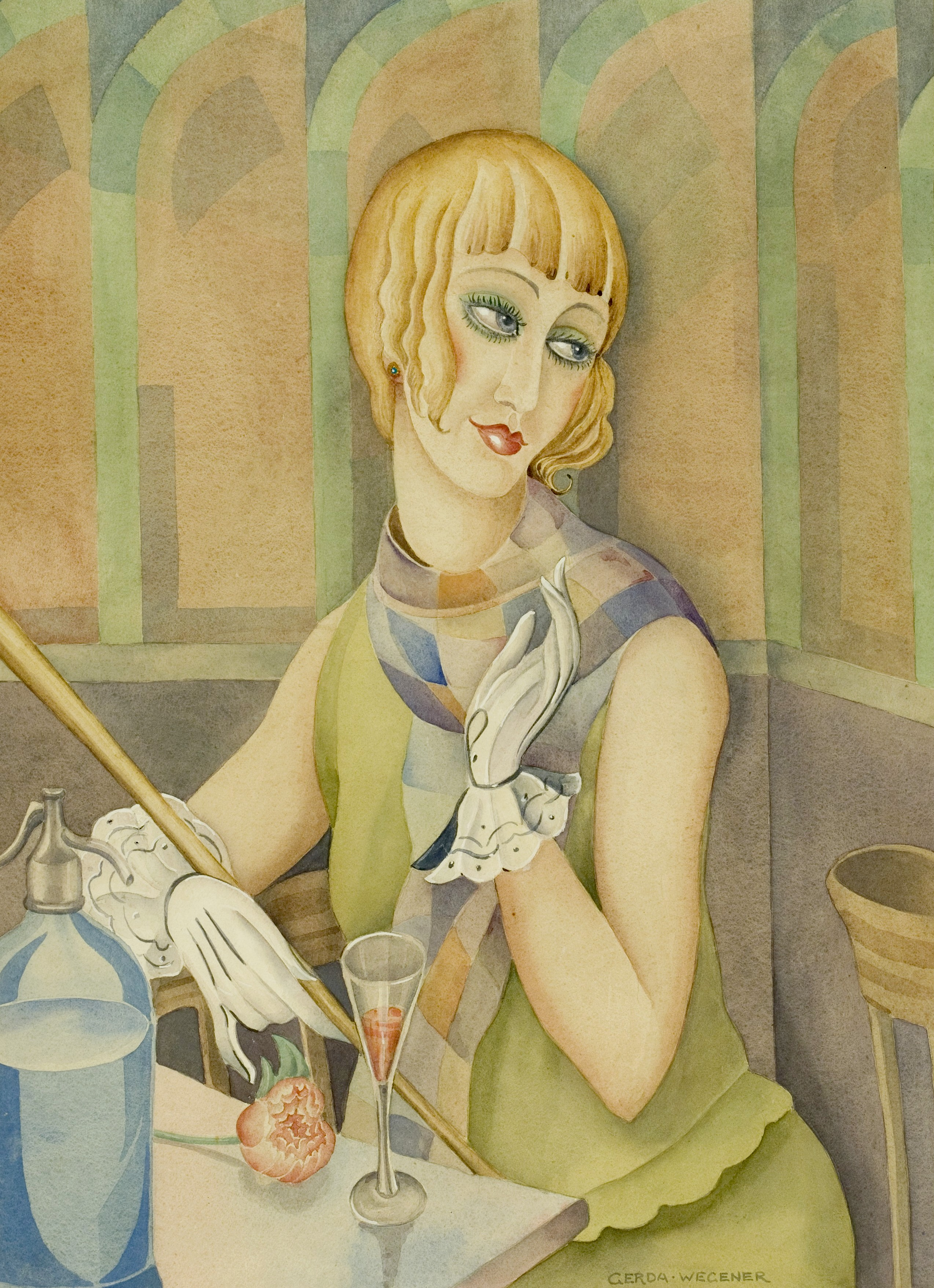
Lili Elbe na obrazie Gerdy Wegener

Lili Elbe (ur. 28 grudnia 1882 w Vejle jako Einar Mogens Wegener, zm. 13 września 1931 w Dreźnie) – duńska malarka, transpłciowa kobieta znana jako jedna z pierwszych osób, które przeszły udokumentowaną operację korekty płci.
Pod swoim oryginalnym imieniem była znanym artystą. Już w latach 20. regularnie publicznie pokazywała się jako kobieta i była przedstawiana jako siostra Einara, Lily. W 1930 roku przeszła pierwszą operację korekty płci i przyjęła oficjalnie imię Lili Elbe.

## Życiorys
Współcześnie podejrzewa się, że jej interpłciowość mogła być spowodowana zespołem Klinefeltera lub inną nieprawidłowością genetyczną; nie jest to jednak pewne, gdyż większość warunków interpłciowości odkryto i opisano dopiero po jej śmierci.
Elbe urodziła się w Danii, jej płeć została zidentyfikowana jako męska. Jako Einar Wegener przeżyła wiele lat, także w małżeństwie z kobietą – znaną artystką tamtych czasów – Gerdą Wegener. Elbe również była malarką. Pozowała żonie do obrazów jako kobieta, często w zwykłym życiu czy na przyjęciach występowała jako kobieta i nie została rozpoznana. Za to zdarzały jej się propozycje małżeństwa. W pewnym momencie swojego życia Elbe zdecydowała się na chirurgiczną korektę płci i stała się Lili Elbe. Od momentu operacji porzuciła malowanie, uważając, że było to coś, co robił tylko Einar. W niedługim czasie po ostatniej z serii operacji Elbe zmarła.
Elbe została pochowana na cmentarzu w Dreźnie. Jej prace do dziś można zobaczyć w duńskim Muzeum Sztuki w Vejle.

## W kulturze popularnej
W 2001 roku ukazała się powieść The Danish Girl (w polskim przekładzie Dziewczyna z portretu) Davida Ebershoffa będąca fikcyjnym przedstawieniem losów Elbe. W tym samym roku publikacja otrzymała Rosenthal Foundation Award od Amerykańskiej Akademii Sztuki i Literatury. 5 września 2015 odbyła się światowa premiera ekranizacji tej powieści w reżyserii Toma Hoopera (filmowy tytuł Dziewczyna z portretu, ang. The Danish Girl). W rolę Lili Elbe wcielił się Eddie Redmayne.